# COCO's
Coco's est une chaîne de restauration japonaise.

## Géographie
La marque est présente en Corée du Sud.

## Partenariat

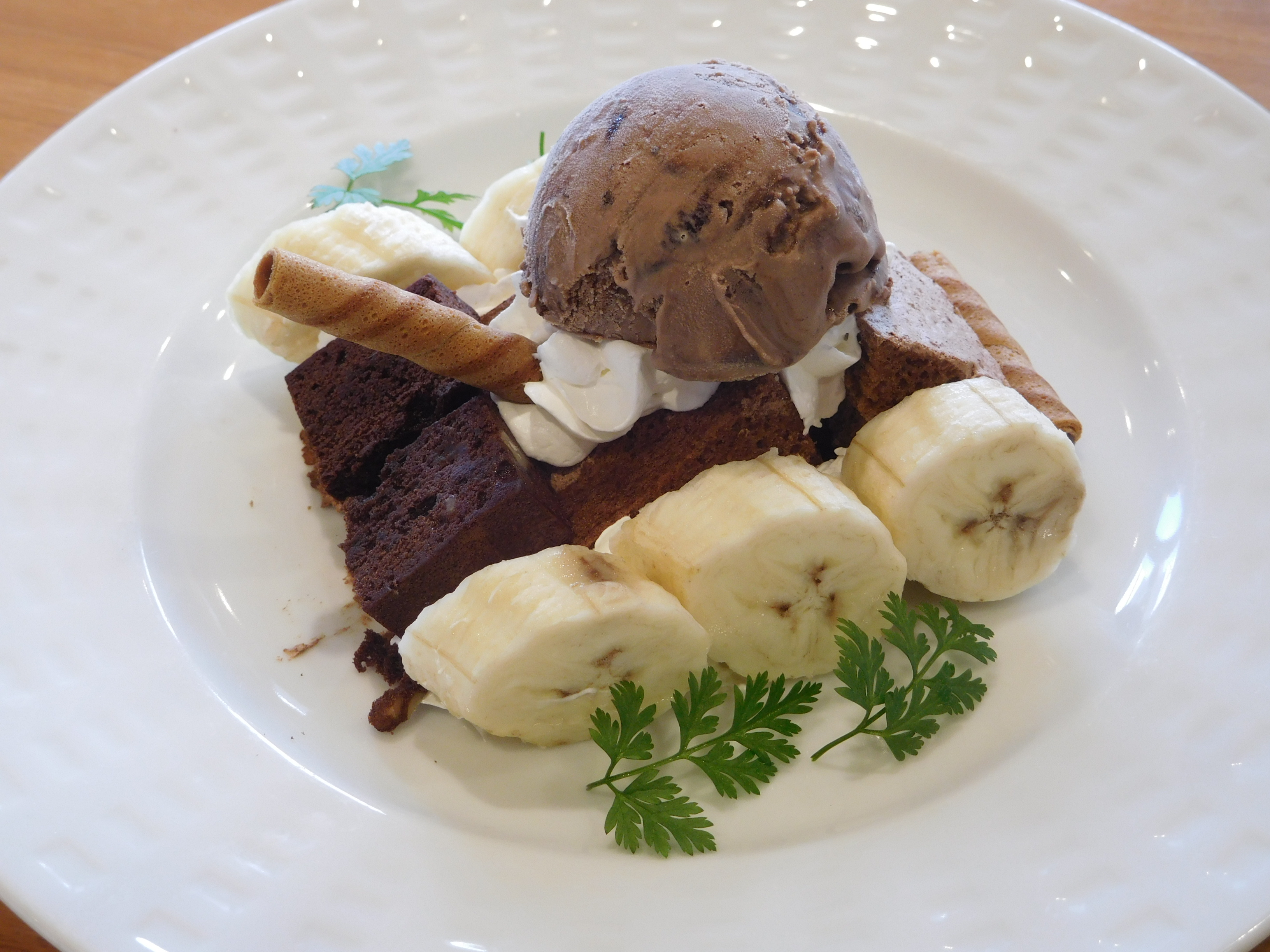
Gâteau en forme de char proposé par la chaîne de restaurant COCO's.

La chaîne de restaurant a signé un partenariat avec Actas pour une campagne publicitaire. Des poster montrant les personnages de l'anime Girls und Panzer portant des costumes de serveuses des restaurants COCO's sont édités. Des figurines sont également mises en ventes.
Un partenariat a aussi été fait avec Shūeisha qui édite Jujutsu Kaisen.